# 石熙载
石熙载（928年—984年），字凝绩，五代十国到宋朝初年河南府洛阳县（今河南省洛阳市）人。
石熙载在后周显德年间中进士。北宋初年，石熙载为晋王赵光义幕僚，历任泰宁军掌书记、开封府推官。授右拾遗，出为忠武军节度使、崇义军节度使掌书记。宋太宗即位，以左补阙召，同知贡举。太平兴国四年（979年）石熙载以枢密副使随太宗出征北汉太原。回京转任刑部侍郎，拜户部尚书。太平兴国六年（981年）担任枢密使。因病上表请解职。病卒于任上，赠侍中，谥元懿。石熙载性情忠实，遇事尽言其所知，有文行，立朝没有顾避。

## 延伸阅读
[在维基数据编辑]
 《宋史·卷263》，出自脱脱《宋史》